# Inna Heights
Inna Heights är ett album från 1997 av Buju Banton.

## Spår
| Nr | Titel               | Gästartist    | Längd |
| -- | ------------------- | ------------- | ----- |
| 1  | Our Father In Zion  |               | 0.28  |
| 2  | Hills And Valleys   |               | 4:38  |
| 3  | Inter Lingua        |               | 0:23  |
| 4  | Destiny             |               | 3:58  |
| 5  | African Pride       |               | 3:49  |
| 6  | Cry No More         |               | 3:59  |
| 7  | My Woman Now        | Beres Hammond | 4:08  |
| 8  | Small Axe           | King Stitch   | 4:02  |
| 9  | Inter Lingua        |               | 0:24  |
| 10 | Redder Than Red     |               | 3:59  |
| 11 | Single Parent       |               | 3:53  |
| 12 | Inter Lingua        |               | 0:24  |
| 13 | Give I Strength     | Ras Shiloh    | 3:59  |
| 14 | Close One Yesterday |               | 4:00  |
| 15 | Inter Lingua        |               | 0:19  |
| 16 | Love Dem Bad        | Red Rat       | 4:08  |
| 17 | Love Sponge         |               | 3:38  |
| 18 | Inter Lingua        |               | 0:22  |
| 19 | Mother's Cry        | Jah Mali      | 3:47  |
| 20 | 54/46               | Toots Hibbert | 3:58  |
| 21 | Circumstances       |               | 4:06  |